# جولي غودوين
جولي غودوين (بالإنجليزية: Julie Goodwin)‏ هي مشاركة تلفزيون الواقع ‏ وكاتِبة أسترالية، ولدت في 31 أكتوبر 1970 في سيدني في أستراليا.

## وصلات خارجية
- الموقع الرسمي
- جولي غودوين على موقع IMDb (الإنجليزية)